# Naruto: Shippuden (sezonul 1)
Naruto: Shippuden – Sezonul 1: Salvarea Kazekage-ului (2007)
Episoadele din sezonul unu al seriei anime Naruto: Shippuden se bazează pe partea a doua a seriei manga Naruto de Masashi Kishimoto. Sezonul unu din Naruto: Shippuden, serie de anime, este regizat de Hayato Date și produs de Studioul Pierrot și TV Tokyo și a început să fie difuzat pe data de 17 februarie 2007 la TV Tokyo și s-a încheiat la data de 25 octombrie 2007.
Episoadele din sezonul unu al seriei anime Naruto: Shippuden fac referire la întoarcerea acasă a lui Naruto Uzumaki, după doi ani și jumătate, iar mai târziu Naruto Uzumaki și echipa sa trebuie să-l salveze pe Gaara din mâinile organizației criminale Akatsuki.

## Lista episoadelor
| Nr. Ep. Original | Nr. Ep. Serie | Nr. Ep. Sezon | Titlu                                     | Apariție           |
| ---------------- | ------------- | ------------- | ----------------------------------------- | ------------------ |
| 221              | 1             | 1             | Întoarcerea acasă                         | 17 februarie 2007  |
| 222              | 2             | 2             | Akatsuki se pune în mișcare               | 15 februarie 2007  |
| 223              | 3             | 3             | Rezultatul antrenamentului                | 22 februarie 2007  |
| 224              | 4             | 4             | Jinchuriki al nisipului                   | 1 martie 2007      |
| 225              | 5             | 5             | Kazekage la înălțime                      | 15 martie 2007     |
| 226              | 6             | 6             | Misiune terminată                         | 29 martie 2007     |
| 227              | 7             | 7             | Fugi, Kankuro                             | 29 martie 2007     |
| 228              | 8             | 8             | Echipa Kakashi, instalată                 | 12 aprilie 2007    |
| 229              | 9             | 9             | Lacrimile jinchuriki-ului                 | 12 aprilie 2007    |
| 230              | 10            | 10            | Jutsu de închidere: Nouă dragoni fantomă  | 19 aprilie 2007    |
| 231              | 11            | 11            | Studentul medicului ninja                 | 26 aprilie 2007    |
| 232              | 12            | 12            | Determinarea bunicuței pensionate         | 3 mai 2007         |
| 233              | 13            | 13            | Întâlnirea cu destinul                    | 10 mai 2007        |
| 234              | 14            | 14            | Maturizarea lui Naruto                    | 17 mai 2007        |
| 235              | 15            | 15            | Arma secretă se numește...                | 24 mai 2007        |
| 236              | 16            | 16            | Secretul jinchuriki-ului                  | 31 mai 2007        |
| 237              | 17            | 17            | Moartea lui Gaara!                        | 7 iunie 2007       |
| 238              | 18            | 18            | Tactica de atac! Buton cârlig de intrare! | 21 iunie 2007      |
| 239              | 19            | 19            | Capcane activate! Dușmanul Echipei Guy    | 5 iulie 2007       |
| 240              | 20            | 20            | Hiruko vs. două kunoichi!                 | 19 iulie 2007      |
| 241              | 21            | 21            | Fața reală a lui Sasori                   | 26 iulie 2007      |
| 242              | 22            | 22            | Îndemânările secrete ale lui Chiyo        | 2 august 2007      |
| 243              | 23            | 23            | Tată și mamă                              | 2 august 2007      |
| 244              | 24            | 24            | Al Treilea Kazekage                       | 9 august 2007      |
| 245              | 25            | 25            | Trei minute între viață și moarte         | 16 august 2007     |
| 246              | 26            | 26            | Lupta între păpuși: 10 vs. 100!           | 23 august 2007     |
| 247              | 27            | 27            | Vis imposibil                             | 30 august 2007     |
| 248              | 28            | 28            | Bestii: Din nou în viață!                 | 13 septembrie 2007 |
| 249              | 29            | 29            | Kakashi luminat!                          | 27 septembrie 2007 |
| 250              | 30            | 30            | Estetici într-o fracțiune                 | 27 septembrie 2007 |
| 251              | 31            | 31            | Moștenirea                                | 18 octombrie 2007  |
| 252              | 32            | 32            | Întoarcerea Kazekage-ului                 | 25 octombrie 2007  |